# Museu Ibérico da Máscara e do Traje
El Museo Ibérico da Máscara e do Traje es un museo dedicado a la divulgación de las tradiciones relacionadas con las máscaras de Trás-os-Montes, en Portugal, y las mascaradas de la provincia de Zamora, en España. El museo está ubicado en una casa tradicional de la ciudad vieja de Braganza, en el interior del Castillo.

## Historia
Se inauguró el 24 de febrero de 2007. El museo fue impulsado como proyecto de cooperación transfronteriza entre Portugal y España, impulsado por el Ayuntamiento de Braganza y la Diputación Provincial de Zamora y financiado por la Unión Europea mediante ayudas Interreg.

## Colección
Su colección incluye objetos de 29 localidades, 18 de Trás-os-Montes y 11 de la provincia de Zamora. En exhibición permanente se encuentran 60 máscaras, 45 disfraces y un recorrido por la máscara en Portugal y España, con 46 artesanos.